# Bo Sigvardson
Bo Sigvardson, född 1952, är en svensk målare och skulptör.
Sigvardson var yrkesverksam som snickare och möbelrenoverare och är självlärd som konstnär. Hans måleri är företrädesvis abstrakt konst i klara färger. Hans skulpturer inkluderar monumentalverk. Sigvardson är mest känd för sin träskulptur The Big Brush från 1988, världens då största pensel, som var 4,993 meter lång. Denna pensel togs upp i Guinness Rekordbok 1992. Han tillverkade senare en större pensel som var 5,93 meter lång, som hyrdes ut till Köpenhamnsfilialen av Ripley's Believe It Or Not! och sedan turnerade runt Ripley's-museer i andra länder.